# Clarence A. Forbes
Clarence Allen Forbes (* 6. September 1901 in Colebrook, New Hampshire; † 8. Juni 2001 in Columbus, Ohio) war ein US-amerikanischer Althistoriker.

## Leben
Clarence A. Forbes studierte Alte Geschichte am Bates College, wo er 1922 den Bachelor-Grad mit Auszeichnung erlangte. Er setzte seine Studien an der University of Illinois fort, erreichte dort 1924 den Master-Abschluss und 1928 die Promotion. Am 1. September 1924 heiratete er Florence Lemaire, mit der er drei Töchter und zwei Söhne hatte (Jacqueline, Charmian, Rodney, Roland und Joyce). Von 1925 bis 1927 arbeitete er als Dozent an der University of Cincinnati die nächsten 20 Jahre arbeitet er als Associate Professor of Classics an der University of Nebraska, wo er sein Ehrendoktortitel verliehen bekommen hat (honorary Doctor of Letters). 1948 wechselte er als Full Professor of Classics an die Ohio State University, wo er 1971 in den Ruhestand trat.
Forbes’ Forschungsschwerpunkte waren die Geschichte des Sports und Sozialgeschichte der Antike. Er verfasste unter anderem die Monografie Greek Physical Education (Erstausgabe 1929, Nachdruck 1971). Für das Jahr 1950/1951 wurde Forbes zum Präsidenten der Classical Association of the Middle West and South gewählt. Er war außerdem Mitglied der North American Society für Sport History, die ihn 1984 zum Ehrenpräsidenten ernannte.

## Schriften (Auswahl)
- Greek Physical Education, New York 1929. Nachdruck 1971.
- Neoi. A Contribution to the Study of Greek Associations, Middletown 1933. Nachdruck 1975.
- Firmicus Maternus: The Error of the Pagan Religions, New York 1970.
- The Endless Fountain: Essays on Classical Humanism, Columbus 1972.